# NGC 5753
NGC 5753 ist eine Spiralgalaxie vom Hubble-Typ Sab im Sternbild Bärenhüter am Nordsternhimmel. Sie ist rund 434 Millionen Lichtjahre von der Milchstraße entfernt und hat einen Durchmesser von etwa 80.000 Lichtjahren.
Gemeinsam mit NGC 5755 und dem Galaxienpaar NGC 5752 und NGC 5754 bildet sie das optische Quartett Arp 297. Halton Arp gliederte seinen Katalog ungewöhnlicher Galaxien nach rein morphologischen Kriterien in Gruppen. Dieses Galaxienpaar gehört zu der Klasse Galaxien mit langen Filamenten.
Entdeckt wurde das Objekt am 1. April 1878 von Lawrence Parsons.